# Ferrocarril Panamericano
| Kursbuchstrecke: | K                    |                                                                            |                                                                            |
| Streckenlänge: | 459 km               |                                                                            |                                                                            |
| Spurweite: | 1435 mm (Normalspur) |                                                                            |                                                                            |
| |                      |                                                                            |                                                                            |
| \| \| \| Strecke Z nach Salina Cruz \| \| \| \| 0 \| Ixtepec \| Ixtepec \| \| \| 0,5 \| Río los Perros (107 m) \| Río los Perros (107 m) \| \| \| 0,8 \| Strecke Z nach Coatzacoalcos \| Strecke Z nach Coatzacoalcos \| \| \| 11,1 \| El Espinal \| El Espinal \| \| \| 16,3 \| MEX 185 Panamericana \| MEX 185 Panamericana \| \| \| 17,8 \| Juchitán \| Juchitán \| \| \| 37,9 \| Unión Hidalgo \| Unión Hidalgo \| \| \| 77,6 \| (202 m) \| (202 m) \| \| \| 80,9 \| Reforma de Pineda \| Reforma de Pineda \| \| \| 113,3 \| Chahuites \| Chahuites \| \| \| 126,9 \| MEX 200 \| MEX 200 \| \| \| 132,4 \| Anschluss TYASA Arriaga \| Anschluss TYASA Arriaga \| \| \| 134,0 \| Anschluss Fabrica la jabon de Corona \| Anschluss Fabrica la jabon de Corona \| \| \| 141,5 \| Puente 146 (167 m) \| Puente 146 (167 m) \| \| \| 151,9 \| Anschluss Cemento Moctezuma CEDIS Arriaga \| Anschluss Cemento Moctezuma CEDIS Arriaga \| \| \| 163,1 \| Arriaga \| Arriaga \| \| \| 163,6 \| Río Lagartero (139 m) \| Río Lagartero (139 m) \| \| \| 165,8 \| MEX 200 \| MEX 200 \| \| \| \| MEX 200 \| \| \| \| \| Tonalá \| \| \| \| \| MEX 200 \| \| \| \| \| Puente Agua Dulce (280 m) \| \| \| \| \| (137 m) \| \| \| \| \| (129 m) \| \| \| \| \| Río Pijijiapan (286 m) \| \| \| \| \| Pijijiapan \| \| \| \| \| (104 m) \| \| \| \| \| Novillero (224 m) \| \| \| \| \| Mapastepec \| \| \| \| \| (129 m) \| \| \| \| \| (187 m) \| \| \| \| \| (159 m) \| \| \| \| \| (121 m) \| \| \| \| \| Villa Comaltitlán \| \| \| \| \| Río Despoblado (188 m) \| \| \| \| \| \| \| \| \| \| Río Huixtla \| \| \| \| \| (insgesamt 4,3 km aufgeständert) \| \| \| \| \| Huixtla \| \| \| \| \| \| \| \| \| \| Cuilco (103 m) \| \| \| \| \| ehemalige Trasse \| \| \| \| \| Río Coatán (376 m / ehem. in Tapachula: ca. 250 m) \| \| \| \| \| Tapachula \| \| \| \| \| \| \| \| \| \| MEX 225 (87 m) \| \| \| \| \| \| \| \| \| \| Puerto Chiapas (Zweigstrecke KA) \| \| \| \| \| Río Cahoacán (100 m) \| \| \| \| \| MEX 225 \| \| \| \| \| Ciudad Hidalgo \| \| \| \| \| \| \| \| \| \| Río Suchiate, Staatsgrenze Mexiko–Guatemala (Rodolfo Robles-Brücke, 510 m) \| \| \| \| \| \| \| \| \| \| Tecún Umán \| \| \| \| \| Zentralbahn (914 mm) nach Masagua (1996 stillgelegt) \| \| |                      |                                                                            |                                                                            |
| Strecke |                      | Strecke Z nach Salina Cruz                                                 | Strecke Z nach Salina Cruz                                                 |
| Bahnhof | 0                    | Ixtepec                                                                    | Ixtepec                                                                    |
| Brücke über Wasserlauf | 0,5                  | Río los Perros (107 m)                                                     | Río los Perros (107 m)                                                     |
| Abzweig ehemals geradeaus, nach links und ehemals von links · Strecke quer | 0,8                  | Strecke Z nach Coatzacoalcos                                               | Strecke Z nach Coatzacoalcos                                               |
| Haltepunkt / Haltestelle (Strecke außer Betrieb) | 11,1                 | El Espinal                                                                 | El Espinal                                                                 |
| Strecke mit Straßenbrücke (Strecke außer Betrieb) | 16,3                 | MEX 185 Panamericana                                                       | MEX 185 Panamericana                                                       |
| Haltepunkt / Haltestelle (Strecke außer Betrieb) | 17,8                 | Juchitán                                                                   | Juchitán                                                                   |
| Haltepunkt / Haltestelle (Strecke außer Betrieb) | 37,9                 | Unión Hidalgo                                                              | Unión Hidalgo                                                              |
| Brücke über Wasserlauf (Strecke außer Betrieb) | 77,6                 | (202 m)                                                                    | (202 m)                                                                    |
| Haltepunkt / Haltestelle (Strecke außer Betrieb) | 80,9                 | Reforma de Pineda                                                          | Reforma de Pineda                                                          |
| Haltepunkt / Haltestelle (Strecke außer Betrieb) | 113,3                | Chahuites                                                                  | Chahuites                                                                  |
| Strecke mit Straßenbrücke (Strecke außer Betrieb) | 126,9                | MEX 200                                                                    | MEX 200                                                                    |
| Abzweig geradeaus und nach rechts (Strecke außer Betrieb) | 132,4                | Anschluss TYASA Arriaga                                                    | Anschluss TYASA Arriaga                                                    |
| Abzweig geradeaus und von rechts (Strecke außer Betrieb) | 134,0                | Anschluss Fabrica la jabon de Corona                                       | Anschluss Fabrica la jabon de Corona                                       |
| Brücke über Wasserlauf (Strecke außer Betrieb) | 141,5                | Puente 146 (167 m)                                                         | Puente 146 (167 m)                                                         |
| Abzweig geradeaus und von links (Strecke außer Betrieb) | 151,9                | Anschluss Cemento Moctezuma CEDIS Arriaga                                  | Anschluss Cemento Moctezuma CEDIS Arriaga                                  |
| Haltepunkt / Haltestelle (Strecke außer Betrieb) | 163,1                | Arriaga                                                                    | Arriaga                                                                    |
| Brücke über Wasserlauf (Strecke außer Betrieb) | 163,6                | Río Lagartero (139 m)                                                      | Río Lagartero (139 m)                                                      |
| Strecke mit Straßenbrücke (Strecke außer Betrieb) | 165,8                | MEX 200                                                                    | MEX 200                                                                    |
| Strecke mit Straßenbrücke (Strecke außer Betrieb) |                      | MEX 200                                                                    | MEX 200                                                                    |
| Haltepunkt / Haltestelle (Strecke außer Betrieb) |                      | Tonalá                                                                     | Tonalá                                                                     |
| Strecke mit Straßenbrücke (Strecke außer Betrieb) |                      | MEX 200                                                                    | MEX 200                                                                    |
| Brücke über Wasserlauf (Strecke außer Betrieb) |                      | Puente Agua Dulce (280 m)                                                  | Puente Agua Dulce (280 m)                                                  |
| Brücke über Wasserlauf (Strecke außer Betrieb) |                      | (137 m)                                                                    | (137 m)                                                                    |
| Brücke über Wasserlauf (Strecke außer Betrieb) |                      | (129 m)                                                                    | (129 m)                                                                    |
| Brücke über Wasserlauf (Strecke außer Betrieb) |                      | Río Pijijiapan (286 m)                                                     | Río Pijijiapan (286 m)                                                     |
| Haltepunkt / Haltestelle (Strecke außer Betrieb) |                      | Pijijiapan                                                                 | Pijijiapan                                                                 |
| Brücke über Wasserlauf (Strecke außer Betrieb) |                      | (104 m)                                                                    | (104 m)                                                                    |
| Brücke über Wasserlauf (Strecke außer Betrieb) |                      | Novillero (224 m)                                                          | Novillero (224 m)                                                          |
| Haltepunkt / Haltestelle (Strecke außer Betrieb) |                      | Mapastepec                                                                 | Mapastepec                                                                 |
| Brücke über Wasserlauf (Strecke außer Betrieb) |                      | (129 m)                                                                    | (129 m)                                                                    |
| Brücke über Wasserlauf (Strecke außer Betrieb) |                      | (187 m)                                                                    | (187 m)                                                                    |
| Brücke über Wasserlauf (Strecke außer Betrieb) |                      | (159 m)                                                                    | (159 m)                                                                    |
| Brücke über Wasserlauf (Strecke außer Betrieb) |                      | (121 m)                                                                    | (121 m)                                                                    |
| Haltepunkt / Haltestelle (Strecke außer Betrieb) |                      | Villa Comaltitlán                                                          | Villa Comaltitlán                                                          |
| Brücke über Wasserlauf (Strecke außer Betrieb) |                      | Río Despoblado (188 m)                                                     | Río Despoblado (188 m)                                                     |
| Strecke Anfang Hochstrecke (außer Betrieb) |                      |                                                                            |                                                                            |
| Strecke unter Wasserlauf (Strecke außer Betrieb) |                      | Río Huixtla                                                                | Río Huixtla                                                                |
| |                      | (insgesamt 4,3 km aufgeständert)                                           |                                                                            |
| Haltepunkt / Haltestelle (Strecke außer Betrieb) |                      | Huixtla                                                                    | Huixtla                                                                    |
| Strecke Ende Hochstrecke (außer Betrieb) |                      |                                                                            |                                                                            |
| Brücke über Wasserlauf (Strecke außer Betrieb) |                      | Cuilco (103 m)                                                             | Cuilco (103 m)                                                             |
| Abzweig geradeaus und nach links (Strecke außer Betrieb) · Strecke von rechts (außer Betrieb) |                      | ehemalige Trasse                                                           | ehemalige Trasse                                                           |
| Brücke über Wasserlauf (Strecke außer Betrieb) · Brücke über Wasserlauf (Strecke außer Betrieb) |                      | Río Coatán (376 m / ehem. in Tapachula: ca. 250 m)                         | Río Coatán (376 m / ehem. in Tapachula: ca. 250 m)                         |
| Strecke (außer Betrieb) · Haltepunkt / Haltestelle (Strecke außer Betrieb) |                      | Tapachula                                                                  | Tapachula                                                                  |
| Strecke unter Wasserlauf Anfang Hochstrecke (Strecke außer Betrieb) · Strecke (außer Betrieb) |                      |                                                                            |                                                                            |
| Strecke (außer Betrieb) |                      | MEX 225 (87 m)                                                             | MEX 225 (87 m)                                                             |
| Abzweig geradeaus und von links (Strecke außer Betrieb) · Strecke nach rechts (außer Betrieb) |                      |                                                                            |                                                                            |
| Betriebs-/Güterbahnhof Streckenanfang und quer (Strecke außer Betrieb) · Abzweig geradeaus, nach rechts und von rechts (Strecke außer Betrieb) |                      | Puerto Chiapas (Zweigstrecke KA)                                           | Puerto Chiapas (Zweigstrecke KA)                                           |
| Brücke über Wasserlauf (Strecke außer Betrieb) |                      | Río Cahoacán (100 m)                                                       | Río Cahoacán (100 m)                                                       |
| Strecke mit Straßenbrücke (Strecke außer Betrieb) |                      | MEX 225                                                                    | MEX 225                                                                    |
| Bahnhof (Strecke außer Betrieb) |                      | Ciudad Hidalgo                                                             | Ciudad Hidalgo                                                             |
| |                      |                                                                            |                                                                            |
| Grenze auf Brücke über Wasserlauf (Strecke außer Betrieb) |                      | Río Suchiate, Staatsgrenze Mexiko–Guatemala (Rodolfo Robles-Brücke, 510 m) | Río Suchiate, Staatsgrenze Mexiko–Guatemala (Rodolfo Robles-Brücke, 510 m) |
| |                      |                                                                            |                                                                            |
| Kopfbahnhof Streckenende (Strecke außer Betrieb) · Kopfbahnhof Streckenanfang (Strecke außer Betrieb) |                      | Tecún Umán                                                                 | Tecún Umán                                                                 |
| Strecke (außer Betrieb) |                      | Zentralbahn (914 mm) nach Masagua (1996 stillgelegt)                       | Zentralbahn (914 mm) nach Masagua (1996 stillgelegt)                       |

Der Ferrocarril Panamericano, auch Ferrocarril de Chiapas genannt, offizielle Streckenbezeichnung Línea K, ist eine 459 Kilometer lange, derzeit (Stand April 2025) in grundhafter Sanierung befindliche Eisenbahnstrecke im Süden Méxikos von der Ferrocarril del Istmo de Tehuantepec in Ixtepec nach Ciudad Hidalgo an der Grenze zu Guatemala. Dort besteht Anschluss an die allerdings 1996 stillgelegte Zentralbahn nach Masagua und weiter nach Guatemala-Stadt. Die Strecke ist eingleisig, nicht elektrifiziert und eine von drei Strecken des Projektes Tren Interoceánico als Teil der nationalen Eisenbahninfrastrukturpläne von 2018 bis 2050.

## Geschichte
Im Jahr 1890 wurde auf der ersten internationalen Panamerikanischen Konferenz in Washington erstmals die Notwendigkeit einer großen „Panamerikanischen Eisenbahn“ diskutiert, die Kanada im Norden mit Argentinien und Chile im Süden verbinden sollte. Es wurde ein Ausschuss gebildet, der die Idee im Detail prüfen und auf einer zweiten Konferenz eine Analyse vorlegen sollte. Das Komitee wurde von Vertretern der Vereinigten Staaten, Mexikos, Guatemalas und Perus gebildet. Auf der Zweiten Panamerikanischen Konferenz, die in Mexiko-Stadt stattfand, berichtete das Komitee über die durchgeführten Studien und die vorläufigen Berichte, die in jedem der Länder eingeholt worden waren, die durch die Eisenbahn verbunden werden sollten. Dasselbe geschah auf der Konferenz von Rio de Janeiro 1906 und auf der Konferenz von Buenos Aires im Jahr 1910. Doch der Ausbruch des Ersten Weltkriegs verschob die Termine der folgenden Konferenzen und danach wurden alle Studien archiviert und vergessen.
Erste Bauarbeiten unter dem Projektnamen Ferrocarril Mexicano Meridional, gefördert vom mexikanischen Finanzminister Matías Romero Avendaño und US-Präsident Ulysses S. Grant, begannen 1881. Sie endeten aber bereits wieder im Dezember 1883 aus Mangel an Baumaterialien und wegen fehlender Liquidität auf den amerikanischen Märkten, sodass die Konzession am 29. Mai 1885 verloren ging.
Mit dem neuen Namen Ferrocarril del Pacífico kam es am 31. Oktober 1889 zur Vertragsunterzeichnung zwischen dem Gouverneur von Chiapas, Manuel Carrascosa, und dem englischen Unternehmen The Mexican Pacific Railroad Limited, das mit Geldern aus London, New York City sowie Deutschland ab Dezember des Jahres die Bauarbeiten in Tonalá begann. Am 26. Juni 1890 traf die erste Lokomotive der englischen Firma Beyer, Peacock & Co aus Manchester ein und der Verkehr von Puerto Arista nach Tonalá wurde aufgenommen. Allerdings stoppten im Dezember 1891 aus politischen und wirtschaftlichen Gründen sowohl dieser Verkehr als auch weitere Bauarbeiten.
Der dritte Versuch war ein Projekt mexikanischer und US-amerikanischen Investoren, die das Unternehmen The Panamerican Railway Company gründeten. Diese Gruppe übernahm im Jahr 1901 die Konzession vom Bundesstaat und um das Projekt zu finanzieren, wurde eine lokale Bank gegründet, in der lokale Investoren Anteile erwerben konnten. Die Arbeitern begannen im Januar 1902, dabei wurde das Material verwendet, das von der Pacific Railroad in Puerto Arista gelagert worden war. Sie reparierten die durch zwölf Jahre Witterungseinflüsse nahezu zerstörten Schwellen, bauten sie wieder auf und verlegten Schienen. Der erste Abschnitt führte in Richtung Jalisco-Tal (heute Arriaga), bis er eine Ranch namens Aurora im Grenzgebiet zu Oaxaca erreichte. Am 15. September 1902 waren die 50 Kilometer von Puerto Arista bis zur Station La Aurora fertig gestellt. Es wurde ein Touristenverkehr von Puerto Arista nach Valle Jalisco (Arriaga) eingerichtet, diese Verbindung wurde aber nach nur sechs Jahren 1908 bereits wieder wegen Unwirtschaftlichkeit eingestellt. Der Abschnitt Tonalá–San Jerónimo (heute Ixtepec) via Chahuites, Reforma, Juchitán de Zaragoza, Unión Hidalgo und Santo Domingo Tehuantepec über insgesamt 170 Kilometer wurde im Dezember 1903 fertiggestellt und am 1. November 1904 für den öffentlichen und kommerziellen Verkehr freigegeben wurde.  Im November 1904 begannen die Arbeiten an der Strecke von Tonalá nach Tapachula, die vier Jahre dauerten. Im Januar 1906 kamen sie in Tres Picos an, im März 1906 in Pijijiapan und im Mai desselben Jahres in der Stadt Mapastepec. Anfang 1907 erreichte die Ferrocarril Panamericano Acapetahua, im Juni 1907 Huixtla und im Oktober Huehuetán. Am 15. April 1908 erreichte die Strecke Tapachula und am 1. Juli im selben Jahr wurde mit dem Erreichen von Suchiate (heute Ciudad Hidalgo) die Grenze zu Guatemala erreicht.
Im Laufe von 1909 gerieten US-amerikanische Investoren in finanzielle Schwierigkeiten und übertrugen im September 1909 ihr Vermögen für die Summe von neun Millionen Dollar an den amerikanischen Botschafter in Mexiko, David E. Thompson. Mit der Gründung der mexikanischen Staatsbahn Ferrocarriles Nacionales de México (FNM) im Jahr 1908 wurden nach und nach die Strecken im Land übernommen. Zuerst wurde die Eisenbahnstrecke von Veracruz zum Isthmus (Córdoba–Jesús Carranza und Veracruz–Tierra Blanca) in die neue Gesellschaft eingegliedert, dann wurde zum 1. März 1914 die Kontrolle über die Panamerikanische Eisenbahn (Ixtepec–Tapachula) übernommen.
Nach der Fertigstellung der Panamerikanischen Eisenbahn waren die Atlantikhäfen wie Coatzacoalcos (damals Puerto México) problemlos erreichbar. Die Strecke folgt einem alten Wanderweg von Arriaga nach Ciudad Hidalgo und verband die gesamte Küstenregion von Chiapas mit dem landesweiten Bahnnetz und stellte auch eine Verbindung zum guatemaltekischen Schmalspurbahnnetz her. Mit der Ankunft der Eisenbahn brach der Kaffeeplantagenboom erneut aus und eine zweite Welle von Kaffeeplantagen überschwemmte die Region Soconusco. Durch die Senkung der Transportkosten wurden Plantagen in hochgelegenen Gebieten rentabel, und Kaffeeplantagen immer weiter in die Berge verlegt. Während der Boomjahre und des wirtschaftlichen Wachstums der Region war die Eisenbahn von entscheidender Bedeutung für den Transport des Kaffees zum Hafen von Veracruz für internationale Lieferungen. Ab 1910 war der Zug das wichtigste Transportmittel, alle Arten von Produkten wurden transportiert: Kaffee, Holz, Vieh, Säcke mit verschiedenen Produkten wie Mais, Bohnen, Sesam usw. Gleichzeitig brachte der Ferrocarril Panamericano auch ein Bevölkerungswachstum mit sich, da die meisten Städte, die wir heute kennen, das Ergebnis des Eisenbahnbaues sind.
Während der Mexikanischen Revolution wurden die Züge der Panamerikanischen Eisenbahn von der Bundesregierung genutzt und waren in einigen Abschnitten attraktive Beute für die Mapachista-Rebellentruppen. Zwischen 1915 und 1917 kam es zu mehreren Angriffen auf die Gleise, trotzdem gelang es den deutschen und nordamerikanischen Geschäftsleuten von Soconusco, ihren Kaffee erfolgreich nach Salina Cruz und Coatzacoalcos zu transportieren.
Am 23. Juni 1937 erließ Präsident Lázaro Cárdenas ein Abkommen zur Enteignung der Vermögenswerte der Nationalen Eisenbahngesellschaft von Mexiko und zwei Tage später erließ er ein Dekret zur Gründung des Autonomen Eisenbahnministeriums.
In den 1980er Jahren konzentrierten sich Bauarbeiten an der Strecke vor allem auf den Austausch von Gleisen und Schwellen sowie die Modernisierung der Telekommunikation. Außerdem erfolgten einige Korrekturen von Steigungen und Kurvenbegradigungen.
Am 7. November 1986 wurde im Amtsblatt ein Dekret von Präsident Miguel de la Madrid veröffentlicht, in dem festgelegt wurde, dass künftig nur noch die Nationale Eisenbahngesellschaft Mexikos Eisenbahndienste im Land anbieten wird. Außerdem wurde die Liquidierung der Gesellschaften Ferrocarril del Pacífico, Ferrocarril Chihuahua al Pacífico, Ferrocarril Sonora Baja California und Coches Dormitorios y Conexos angeordnet, damit diese gemäß den Bestimmungen des besagten Dekrets in eine Kapitalgesellschaft umgewandelt werden konnten. Auf diese Weise wurde die lange erwartete Fusion aller Eisenbahngesellschaften des Landes vollzogen, um die administrative und technische Führung zu vereinheitlichen.
Die Ferrocarril de Chiapas wurde am 31. August 1999 im Rahmen einer 30-jährigen Konzession an das nordamerikanische Unternehmen Chiapas-Mayab privatisiert. Aufgrund der Zerstörungen durch den Hurrikan Stan am 7. und 8. Oktober 2005 wurde der Betrieb der Chiapas-Mayab-Eisenbahn eingestellt, als mehrere Brücken einstürzten. Damit war die Isthmus-Bahn von Chiapas aus nicht mehr erreichbar, da von Arriaga bis Ciudad Hidalgo kein Verkehr mehr möglich war. Chiapas-Mayab gab daraufhin die Konzession an die mexikanische Regierung zurück, da diese für die Reparatur der Strecke, der Brücken und die Wiederinbetriebnahme verantwortlich war, aber zeitnah keine Instandsetzung auf den Weg brachte.

### Modernisierung seit 2018
Erste Baumaßnahme im Zuge der Modernisierung der Ferrocarril Panamericano war die Sanierung des grenzüberschreitenden Abschnittes bis Tecún Umán, wobei dieser bis 2019 gleichzeitig von der ursprünglichen 3-Fuß-Spurweite (914 Millimeter) auf Normalspur umgebaut wurde.
Im Jahr 2023 stellte das Marinesekretariat (Semar) der Regierung von Chiapas zusammen mit anderen öffentlichen Stellen und der Regierung von Guatemala das multimodale Projekt Corredor Interoceánico del Istmo de Tehuantepec (CIIT) zur Sanierung der Gleise der Línea K als Teil des Programmes zur Entwicklung eines interozeanischen Korridores vor.
Im Rahmen der Sanierung der Eisenbahnstrecke werden Investitionen von rund 20 Milliarden Pesos, umgerechnet rund 890 Millionen Euro erwartet. Davon sind etwas mehr als 10 Milliarden Pesos für den Bau von 300 neuen der insgesamt 526 Brücken entlang der gesamten Strecke vorgesehen, der Rest soll saniert werden.

## Streckenverlauf
Von Ixtepec, wo an die Línea Z, die Ferrocarril del Istmo de Tehuantepec, Anschluss besteht, führt die Strecke in südöstlicher Richtung durch meist flaches, nur selten leicht hügeliges Gelände im Hinterland der Pazifikküste entlang. Oft sind es kilometerlange schnurgerade Abschnitte, allerdings sind die Kreuzungen mit Orts- und Regionalstraßen immer plangleich und nicht technisch gesichert. Kurz hinter Álvaro Obregón führte die Strecke früher nach Tapachula, heute biegt sie dort nach Süden ab. Damit gibt es eine direktere, knapp 12 Kilometer kürzere Verbindung nach Los Trolos, von wo die 13,7 Kilometer lange Zweigstrecke KA nach Puerto Chiapas an die Küste führt. Die Hauptstrecke führt weiter südostwärts und erreicht in Ciudad Hidalgo die Grenze zu Guatemala.

## Betrieb
Der Ferrocarril Panamericano soll im August oder September 2025 den Personenverkehr auf der Strecke Ixtepec–Arriaga wieder aufnehmen.